# Virgilio Pante
Virgilio Pante (Lamon, 16 marzo 1946) è un vescovo cattolico e missionario italiano, dal 20 luglio 2022 vescovo emerito di Maralal.

## Biografia
Nasce il 16 marzo 1946 a Lamon, in diocesi di Feltre.

### Formazione e ministero sacerdotale
Compiuti gli studi medi e superiori presso i seminari vescovili di Feltre e di Belluno, nel 1965 entra nell'Istituto missioni Consolata. Emessa nel 1969 la professione perpetua, il 26 dicembre 1970 riceve l'ordinazione sacerdotale a Lamon per l'imposizione delle mani del vescovo di Feltre e Belluno Gioacchino Muccin.
Nel 1972 viene nominato vice-parroco di Mwena, nell'arcidiocesi di Nyeri. Dal 1979 al 1987 ricopre l'ufficio di rettore del nuovo seminario minore di Maralal.
Dal 1988 al 1994 svolge alcuni ruoli per il suo istituto in Irlanda e a Londra, ma nel 1995 è nuovamente parroco in Kenya, a Chiga, arcidiocesi di Kisumu.
Nel 1996 viene nominato vice-superiore dei Missionari della Consolata in Kenya e Uganda.

### Ministero episcopale
Il 15 giugno 2001 viene eletto primo vescovo di Maralal e riceve la consacrazione episcopale il 6 ottobre dello stesso anno per l'imposizione della mani del cardinale Jozef Tomko.
A Maralal apre un laboratorio di falegnameria per insegnare un lavoro a ragazzi in difficoltà.
Fonda delle scuole-convitto «per riavvicinare tribù storicamente in guerra tra loro».
Nell'aprile 2015, in occasione della visita ad limina, dona a papa Francesco una mitra in pelle di capra, mitra che lo stesso pontefice indosserà durante il suo viaggio apostolico in Kenya.
Il 20 luglio 2022 lo stesso papa accoglie la sua rinuncia al governo pastorale della diocesi di Maralal per raggiunti limiti di età.
Dopo le dimissioni continua a vivere in Africa.

## Genealogia episcopale
La genealogia episcopale è:
- Cardinale Scipione Rebiba
- Cardinale Giulio Antonio Santori
- Cardinale Girolamo Bernerio, O.P.
- Arcivescovo Galeazzo Sanvitale
- Cardinale Ludovico Ludovisi
- Cardinale Luigi Caetani
- Cardinale Ulderico Carpegna
- Cardinale Paluzzo Paluzzi Altieri degli Albertoni
- Papa Benedetto XIII
- Papa Benedetto XIV
- Papa Clemente XIII
- Cardinale Enrico Benedetto Stuart
- Papa Leone XII
- Cardinale Chiarissimo Falconieri Mellini
- Cardinale Camillo Di Pietro
- Cardinale Mieczysław Halka Ledóchowski
- Cardinale Jan Maurycy Paweł Puzyna de Kosielsko
- Arcivescovo Józef Bilczewski
- Arcivescovo Bolesław Twardowski
- Arcivescovo Eugeniusz Baziak
- Papa Giovanni Paolo II
- Cardinale Jozef Tomko
- Vescovo Virgilio Pante, I.M.C.

## Araldica
Come stemma utile a indicare il suo programma pastorale di riconciliazione fra le tribù del suo territorio monsignor Pante ha scelto, come immagine principale, un leone accanto a un agnello, come da Isaia 11,6. Tale immagine è stata occasione di un episodio da fioretto francescano. Anziani dell'etnia di pastori semi-nomadi Samburu videro lo stemma, raffigurato su tutte le chiese e le automobili della diocesi, e ne risero: anche il pastore più inesperto sa che i leoni divorano gli agnelli. Dopo qualche mese i giornali internazionali iniziarono a diffondere immagini di una leonessa della vicina Riserva nazionale Samburu che aveva adottato una giovane antilope e la accudiva amorevolmente: fatto mai registrato prima. Si moltiplicarono immagini e riprese e persino le poste keniote emisero un francobollo. A questo punto gli anziani presero una decisione e si recarono in visita formale al vescovo, attestandogli «Vescovo, il tuo Dio deve essere un Dio molto forte e potente. Lui ha fatto in modo che il disegno che tu hai fatto sulla tua macchina si realizzasse. Noi non abbiamo mai sentito prima di una leonessa che adottasse una giovane antilope invece di ucciderla e mangiarla. Questo non è mai successo prima. Il tuo Dio ama la pace, noi gli rendiamo onore. Da ora in poi i Samburu vivranno in pace con i Turkana e i Pokot. Gli animali selvatici ci hanno dato un grande esempio: che con Dio tutto è possibile».

## Riconoscimenti
Il 12 dicembre 2016 riceve a Caviola il Premio internazionale Bellunesi che hanno onorato la provincia in Italia e nel mondo.

## Opere
- Achille Da Ros, Virgilio Pante e Egidio Pedenzini, Proverbi samburu, Bologna, EMI, 2000, ISBN 8830709077.
- Virgilio Pante, Il leone e l'agnello, Torino, Edizioni Missioni Consolata, 2024.[13]